# Chionaema phaeocraspis
Chionaema phaeocraspis är en fjärilsart som beskrevs av George Francis Hampson 1909. Chionaema phaeocraspis ingår i släktet Chionaema och familjen björnspinnare. Inga underarter finns listade i Catalogue of Life.